# Liste des mammifères au Tibet
Voici une liste d'espèces mammifères signalées au Tibet. Il y a 210 espèces de mammifères au Tibet, dont certaines sont en danger critique d'extinction, certaines sont en danger, certaines sont vulnérables, et certaines sont quasi menacées.
Certaines des espèces listées pour le Tibet sont considérées comme éteintes.
| EX | Éteint                          | Il n'y a pas le moindre doute sur le fait que le dernier spécimen est mort.                                                                         |
| EW | Éteint à l'état sauvage         | Connu uniquement en captivité ou en tant que population naturalisé bien en dehors de son ancienne aire de répartition.                              |
| CR | En danger critique d'extinction | L'espèce risque prochainement de s'éteindre à l'état sauvage.                                                                                       |
| EN | En danger                       | L'espèce fait face à un très gros risque d'extinction à l'état sauvage.                                                                             |
| VU | Vulnérable                      | L'espèce fait face à un gros risque d'extinction à l'état sauvage.                                                                                  |
| NT | Quasi menacé                    | L'espèce ne satisfait pas un ou plusieurs des critères prévus qui permettraient de la catégoriser mais pourrait risqué de s'éteindre dans le futur. |
| LC | Préoccupation mineure           | Il n'y a pas de risques identifiables pour l'espèce.                                                                                                |
| DD | Données insuffisantes           | Il n'y a pas d'informations adéquates qui permettraient de faire une évaluation des risques pour cette espèce.                                      |

Certaines espèces ont été évaluées en utilisant un ensemble de critères plus anciens. Les espèces évaluées utilisant ce système ont ce qui suit à la place de Quasi menacé et Préoccupation mineure :
| LR/cd | Risque faible/dépendant de mesures de conservation | Espèce bénéficiant d'un programme de conservation continue et qui pourraient basculer dans une catégorie de risque plus élevée si ce programme s'arrêtait. |
| LR/nt | Risque faible/Quasi menacé                         | Espèces qui sont proches d'être classées en tant qu'espèce vulnérable mais qui ne sont pas l'objet de programmes de conservation.                          |
| LR/lc | Risque faible/Préoccupation mineure                | Espèces pour lesquelles il n'y a pas de risques identifiés.                                                                                                |

## Sous-classe:Theria

### Infra-classe:Eutheria

#### Ordre:Primates

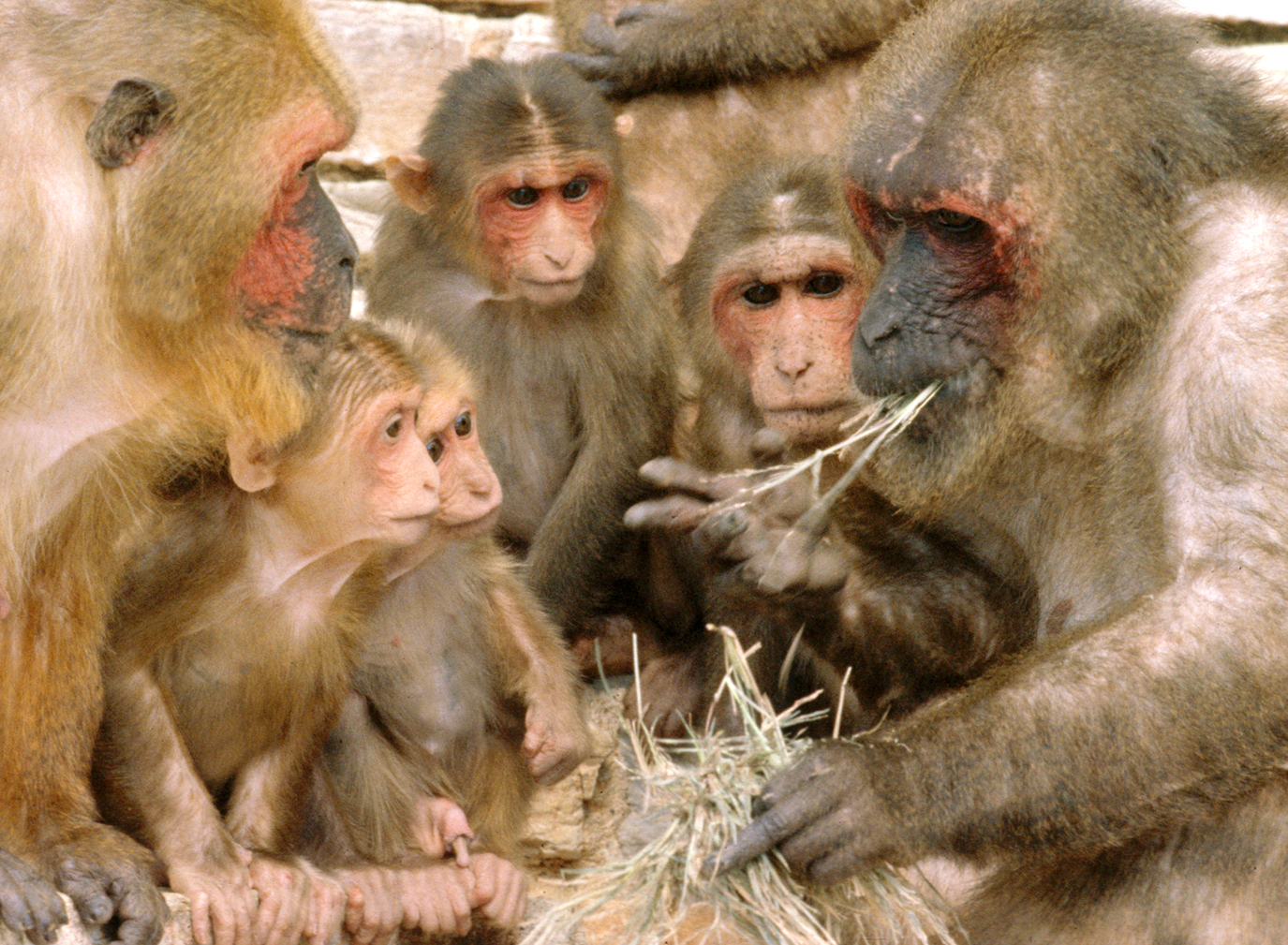
Macaque ours

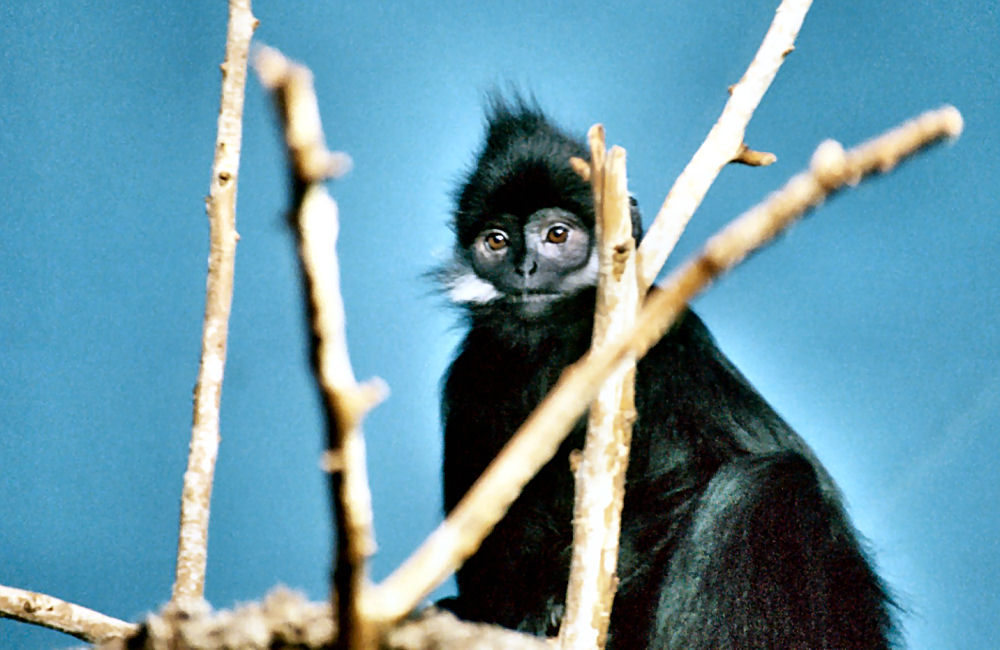
Semnopithèque de François

L'ordre des primates contient toutes les espèces associées aux lémures, singes, et hominoïdes, avec cette dernières catégorie comprenant les humains. Il est divisé de manière informelle en trois groupes principaux : 
prosimiens, singes du Nouveau Monde, et singes du l'Ancien Monde. 
- Sous-ordre : Haplorrhini
  - Infra-ordre : Simiiformes
    - Parvordo : Catarrhini
      - Super-famille : Cercopithecoidea
        - Famille : Cercopithecidae (singes du l'Ancien Monde)
          -             - Genre : Macaca
              - Macaque ours Macaca arctoides VU
              - Macaque d'Assam Macaca assamensis VU
              - Macaque rhésus Macaca mulatta LR/nt
              - Macaque du Tibet Macaca thibetana LR/cd

          - Sous-famille : Colobinae
            - Genre : Semnopithecus
              - Entelle Semnopithecus entellus ("presbytis entellus schistaceus")LR/nt

            - Genre : Trachypithecus
              - Semnopithèque de François Trachypithecus francoisi VU

            - Genre : Rhinopithecus
              - Rhinopithèque de Roxellane Rhinopithecus roxellana VU

#### Ordre:Rodentia(rongeurs)
Les rongeurs constituent l'ordre le plus important de mammifères, avec 40 % des espèces. Ils possèdent deux incisives à la mâchoire inférieure et à la mâchoire supérieure à croissance continue et doivent les user continuellement pour les garder courtes. La plupart des rongeurs sont petits même si le capybara peut peser 45 kg.
- Sous-ordre : Hystricognathi
  - Famille : Hystricidae (Old World porcupines)
    - Sous-famille : Xerinae
      - Tribu : Marmotini
        - Genre : Marmota
          - Marmotte à longue queue Marmota caudata LR/nt
          - Marmotte de l'Himalaya Marmota himalayana LR/lc

  - Famille : Cricetidae
    - Sous-famille : Cricetinae
      - Genre : Cricetulus
        - Cricetulus lama

    - Sous-famille : Arvicolinae
      - Genre : Eothenomys
        - Eothenomys melanogaster

    - Sous-famille : Murinae
      - Genre : Apodemus
        - Apodemus sylvaticus LR/lc

      - Genre : Mus
      - Genre : Rattus

#### Ordre:Lagomorpha(lagomorphes)
Les lagomorphes comprend deux familles, Leporidae (lièvres et lapins), et Ochotonidae (pikas). Bien qu'ils puissent ressembler aux rongeurs, et qu'ils aient été classés en tant que super-famille dans cet ordre jusqu'au début du XXe siècle, ils ont depuis lors été considérés comme un ordre à part entière. Ils diffèrent des rongeurs sur un certain nombre de caractéristiques physiques comme le fait d'avoir quatre incisives sur la mâchoire supérieure plutôt que deux.
- Famille : Leporidae (lièvres et lapins)
  - Genre : Lepus
    - en:Yunnan Hare Lepus comus LR/lc
    - Lièvre laineux Lepus oiostolus LR/lc
- Famille : Ochotonidae (pikas)
  - Genre : Ochotona
    - Pika à lèvres noires Ochotona curzoniae LR/lc
    - Pika himalayen Ochotona himalayana LR/lc
    - Pika du Ladakh Ochotona ladacensis LR/lc
    - en:Pallas's Pika Ochotona pallasi LR/lc
    - en:Royle's Pika Ochotona roylei LR/lc
    - en:Turkestan Red Pika Ochotona rutila LR/lc
    - en:Moupin Pika Ochotona thibetana LR/lc

#### Ordre:Carnivora(carnivores)
L'ordre des carnivores comprend plus de 260 espèces, dont la plupart mangent de la viande comme élément principal de leur régime alimentaire. Ils se distinguent par une mâchoire et une denture qui leur permet de chasser et de manger d'autres animaux.
- Sous-ordre : Feliformia
  - Famille : Felidae (félins)
    - Sous-famille : Felinae
      - Genre : Felis
        - Chat de Pallas Otocolobus manul NT

      - Genre : Pardofelis
        - Chat marbré Pardofelis marmorata VU

      - Genre : Prionailurus
        - Chat léopard du Bengale Prionailurus bengalensis LC
        - Chat viverrin Prionailurus viverrinus VU

    - Sous-famille : Pantherinae
      - Genre : Neofelis
        - Panthère nébuleuse Neofelis nebulosa VU

      - Genre : Uncia
        - Panthère des neiges Uncia uncia EN
- Sous-ordre : Caniformia
  - Famille : Ailuridae (petits pandas)
    - Genre : Ailurus
      - Petit panda Ailurus fulgens EN

  - Famille : Canidae (chiens, renards)
    - Genre : Canis
      - canis aureaus LC
      - Canis lupus chanco

    - Genre : Vulpes
      - Renard du Tibet Vulpes ferrilata LC

  - Famille : Ursidae (Ours)
    - Genre : Ursus
      - Ours noir d'Asie Ursus thibetanus VU
      - Ours bleu du Tibet Ursus arctos pruinosus Espèce menacée

    - Genre : Ailuropoda
      - Panda géant Ailuropoda melanoleuca EN

    - Genre : Lutra
      - Loutre d'Europe Lutra lutra NT

#### Ordre:Perissodactyla(périssodactyles)
- Famille : Equidae (chevaux etc.)
  - Genre : Equus
    - Equus ferus EW
    - Hémione Equus hemionus VU
    - Kiang Equus kiang LR/lc

#### Ordre:Artiodactyla(artiodactyles)
Les artiodactyles sont des ongulés, possédant un nombre pair de doigts aux pieds, et dont le poids est supporté à parts égales par les troisième et quatrième doigts. Il existe environ 220 espèces d'artiodactyles, dont beaucoup sont d'une grande importance économique pour l'être humain.
- Famille : Moschidae
  - Genre : Moschus
    - Himalayan Musk Deer Moschus chrysogaster LR/nt
    - Dusky Musk Deer Moschus fuscus LR/nt
    - Siberian Musk Deer Moschus moschiferus VU
- Famille : Cervidae (deer)
  - Sous-famille : Cervinae
    - Genre : Cervus
      - Cerf de Thorold Cervus albirostris VU
      - Cervus elaphus wallichi
- Famille : Bovidae (cattle, antelope, sheep, goats)
  - Sous-famille : Antilopinae
    - Genre : Pantholops
      - Antilope du Tibet Pantholops hodgsonii EN

    - Genre : Procapra
      - Gazelle du Tibet Procapra picticaudata LC
      - Gazelle Przewalski Procapra przewalskii CR

  - Sous-famille : Bovinae
    - Genre : Bos
      - Gayal Bos frontalis VU
      - Yak sauvage, Bos mutus, espèce menacée
      - Yak Bos grunniens VU

  - Sous-famille : Caprinae
    - Genre : Budorcas
      - Takin Budorcas taxicolor VU

    - Genre : Capra
      - Capra sibirica Capra sibrica LR/lc

    - Genre : Hemitragus
      - Jharal Hemitragus jemlahicus VU

    - Genre : Nemorhaedus
      - Nemorhaedus baileyi VU
      - Capricornis sumatraensis VU

    - Genre : Ovis
      - Argali Ovis ammon VU
      - Ovis nahura
      - Ovis ammon aries
      - Ovis ammon jubata EW

    - Genre : Pseudois
      - Bharal Pseudois nayaur LC
      - Petit Bharal Pseudois schaeferi EN